# Acanthopsoides hapalias
Acanthopsoides hapalias е вид лъчеперка от семейство Cobitidae. Видът е незастрашен от изчезване.

## Разпространение
Разпространен е в Камбоджа, Лаос и Тайланд.

## Описание
На дължина достигат до 6 cm.